# Avec les yeux du cœur
Avec les yeux du cœur (More Than Meets the Eye: The Joan Brock Story) est un téléfilm canadien réalisé par Mike Robe, diffusé aux États-Unis le 16 juin 2003 sur Lifetime.

## Fiche technique
- Titre original : More Than Meets the Eye: The Joan Brock Story
- Réalisation : Mike Robe
- Scénario : Susan Nanus, d'après un roman écrit par Joan Brock et Derek L. Gill
- Photographie : Eric van Haren Noman
- Musique : Laura Karpman
- Société de production : von Zerneck/Sertner Films
- Pays : Canada
- Durée : 86 minutes

## Distribution
- Carey Lowell : Joan Brock
- Dylan Walsh : Jim Brock
- Jennifer Wigmore : Marsha
- Jennifer Pisana (en) : Joy
- Cedric Smith (en) : Bob
- Jamie Johnston : Cory
- Jordan Smith : Jamal
- Erik J. Berg : Zack
- Daniel Boiteau : Robbie
- Skye O.J. Kneller :  Connie
- Jon Ted Wynne : Mr. Mason
- Rod Wilson : Joe Beringer